# Gaspar van den Hoecke
Gaspar van den Hoecke (1585 circa – dopo il 1648) è stato un pittore fiammingo, il cui stile è riconducibile a quello di Frans Francken II ..

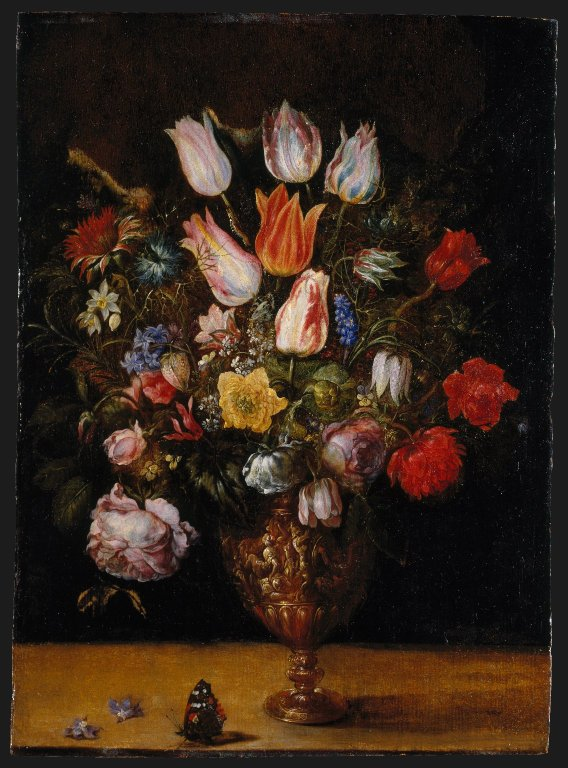
Gaspar van den Hoecke, Fiori in un vaso, Olio su tavola, 49,8 x 36,2 cm, primo quarto del XVII secolo, Brooklyn Museum

Studiò sotto Juliaan Teniers e in seguito divenne maestro nella Gilda di Anversa di San Luca nel 1603. I suoi primi lavori mostravano tendenze manieriste che erano ancora popolari all'inizio del diciassettesimo secolo, ma in seguito le influenze di Peter Paul Rubens e del caravaggismo divennero più evidenti nei suoi dipinti.